# Mezoteliom
Mezoteliom (přesněji maligní mezoteliom) je vzácná forma rakoviny vyvíjející se z mezotelu, ochranné tkáně, jež pokrývá mnoho vnitřních orgánů těla. Výskyt mezoteliomu je většinou zapříčiněn vystavením azbestům. Nejběžnějším anatomickým umístěním je pleura (poplicnice [viscerální pleura] a pohrudnice [parietální pleura]), ale vzniká i v peritoneu (peritoneální membrána), perikardiu (perikard), či serózním obalu varlete (tunica vaginalis).
Většina pacientů s mezoteliomem pracovala v podmínkách, kde vdechovali či požili azbestová vlákna nebo byli jinak vystaveni jejich přítomnosti ve vzduchu. Praní oblečení člověka zaměstnaného v tomto prostředí též zvyšuje riziko onemocnění mezoteliomem. Na rozdíl od rakoviny plic zde není spojitost mezi kouřením tabáku a mezoteliomem, ale kouření výrazně zvyšuje možnost onemocnění jiným azbestem zapříčiněným nádorem.
Znaky a symptomy mezoteliomu zahrnují zkrácený dech kvůli pleurální efuzi (přebytek tekutiny mezi pleurálními vrstvami), bolest na hrudi a ostatní příznaky, jako např. ztráta hmotnosti z neznámého důvodu. Primární diagnóza může být ustanovena na základě nálezů na snímků z RTG nebo CT hrudníku, ale potvrzena musí být buď cytologickým vyšetřením anebo bisopsií (prozkoumání vzorku podezřelé tkáně). Torakoskopie (vsunutí kamerky trubičkou do hrudníku) může být použita k získání materiálu pro biopsii a také k aplikaci substance, jakou je např. talek za účelem uhlazení prostor mezi pleurami (procedura zvaná pleurodéza) a zábraně hromadění se další tekutiny a omezení tlaku na plíci. Navzdory léčbě chemoterapií, radioterapií a případné operaci je prognóza mezoteliomu chabá. Výzkum týkající se screeningu a zachycení mezoteliomu v raných stádiích stále pokračuje.